# Charles-Philippe Place

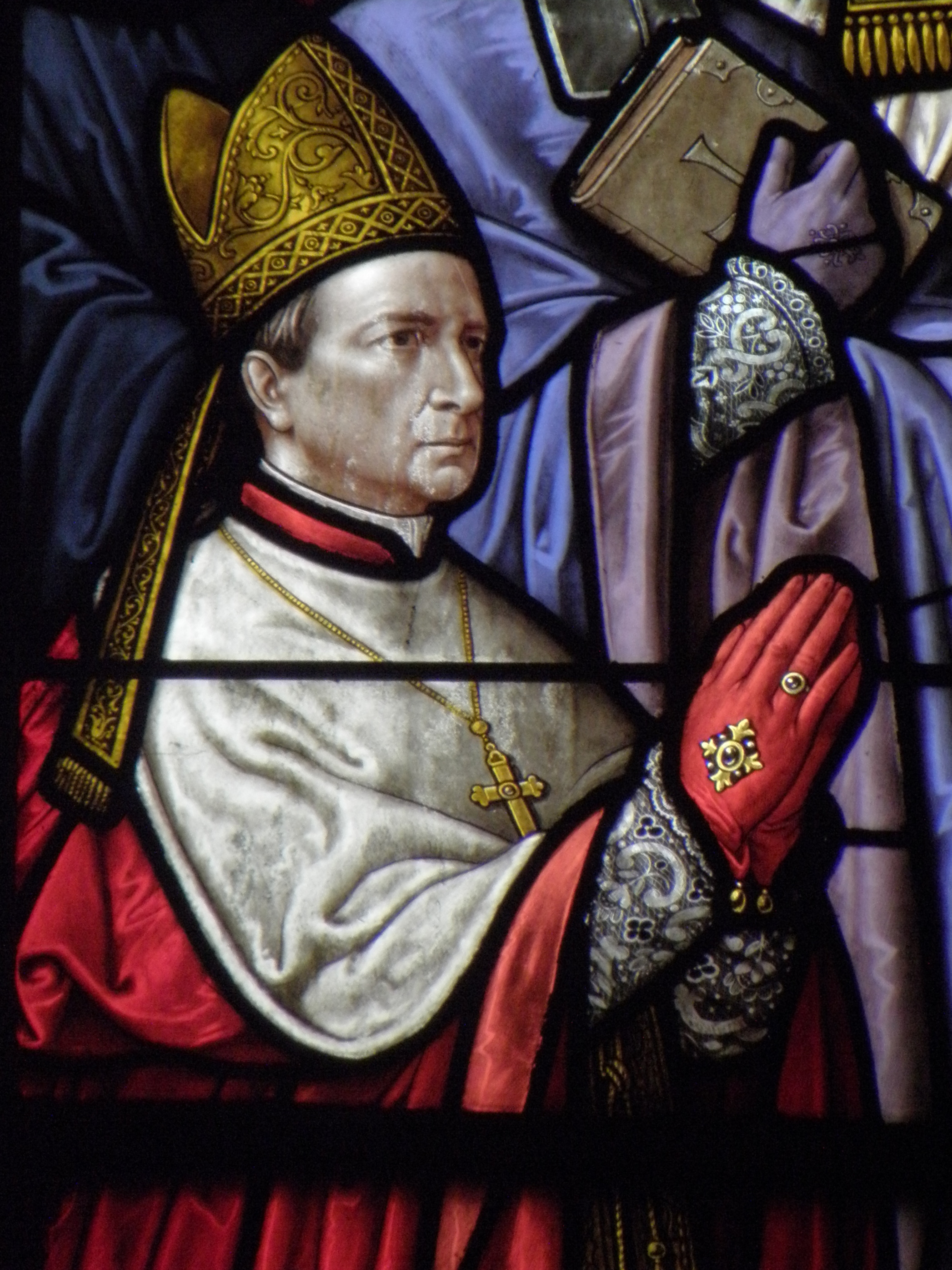
Kardinal Charles-Philippe Place (Glasfenster in der Kirche von Bédée)

Wappen von Charles-Philippe Place

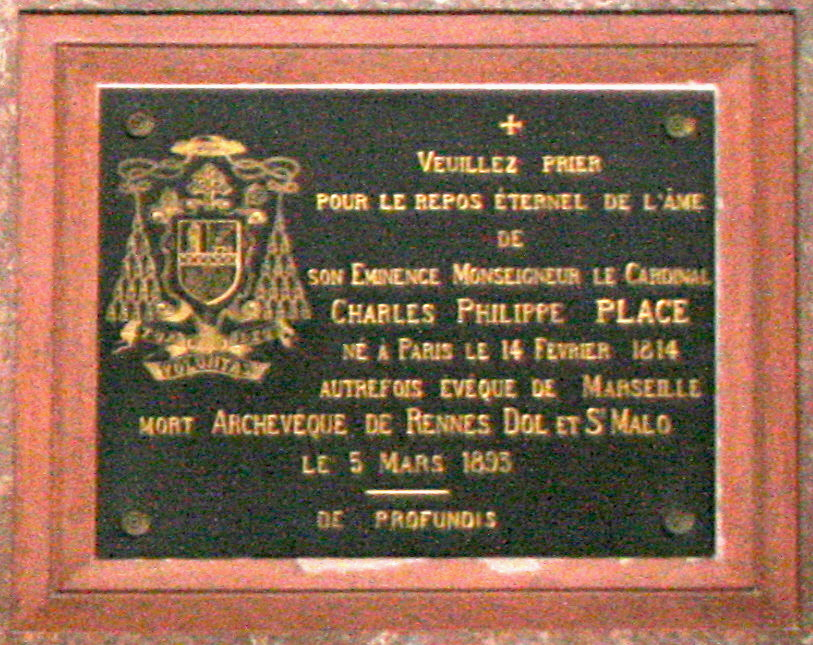
Gedenktafel in der Kathedrale Saint-Pierre de Rennes

Charles-Philippe Place (* 14. Februar 1814 in Paris; † 5. März 1893 in Rennes) war ein französischer Bischof und Kardinal der Römischen Kirche.

## Leben
Place besuchte, ehe er die Laufbahn innerhalb der Kirche einschlug, zunächst die Universität Paris, an der er Rechtswissenschaften studierte. Danach war er einige Jahre in Paris als Rechtsanwalt tätig. 1847 ging er nach Rom, wo er bis 1850 am Collegio Romano Kirchenrecht und Theologie studierte. Im Alter von 36 Jahren empfing Place am 30. März 1850 in Rom die Priesterweihe.
Zunächst wurde Place unter Bischof Félix Dupanloup Generalvikar im Bistum Orléans. Auch wurde er zum Rektor des Priesterseminars von Orléans ernannt, dem später die Leitung des Seminars in Paris folgte. 1863 bis 1866 fungierte er als französischer Delegierter an der Römischen Rota im Vatikan.
Am 22. Juni 1866 wurde Place zum Bischof von Marseille ernannt. Die Bischofsweihe spendete ihm am 22. August 1866 Papst Pius IX. persönlich; Mitkonsekratoren waren Giuseppe Cardoni, der Bischof von Loreto e Recanati, und Francesco Marinelli, Sakristan Seiner Heiligkeit. Auf dem Ersten Vatikanischen Konzil, das von 1869 bis 1870 tagte, zählte Bischof Place zu den Gegnern des Dogmas der Unfehlbarkeit des Papstes, was ihm von Seiten der konservativen Kräfte innerhalb der Kirche einigen Widerstand einbrachte. Am 15. Juli 1878 erhielt Place als Bischof das Erzbistum Rennes. In den folgenden zwei Jahren, bis zum 13. Februar 1880, sollte Place die Restaurierung und Modernisierung zahlreicher Kirchen in seinem Bistum anordnen, darunter die Kathedrale von Dol-de-Bretagne. Auch führte er eine jährliche Rente für Priester ein.
Im Konsistorium vom 7. Juni 1886 wurde Place von Papst Leo XIII. ins Kardinalskollegium aufgenommen. Der neue Kardinalpriester erhielt am 17. März 1887 die Titelkirche Santa Francesca Romana.
Place starb am 5. März 1893, im Alter von 79 Jahren, in Rennes, wo er auf dem dortigen Friedhof auch seine letzte Ruhestätte fand.

## Auszeichnung
- Ritterkreuz der Ehrenlegion